# Mai 1940

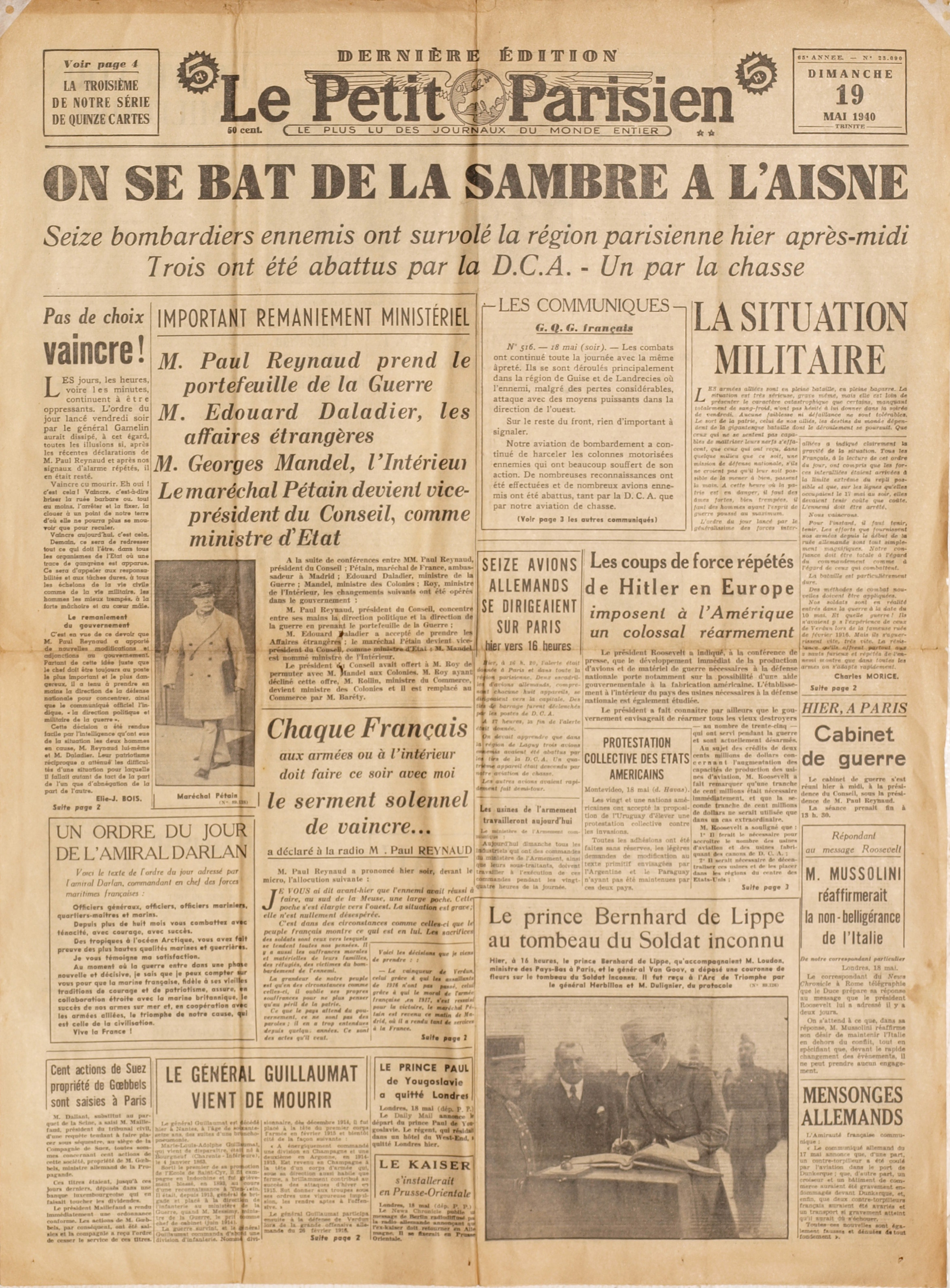
La une du journal Le Petit Parisien du 19 mai 1940

Les événements concernant la Seconde Guerre mondiale sont détaillés dans l'article Mai 1940 (Seconde Guerre mondiale).

## Événements
- 1er mai : début en Norvège de l'évacuation du corps expéditionnaire franco-britannique à Namsos. L'effort se concentre alors sur Narvik où les Français sont parvenus à prendre pied.

- 5 mai : le gouvernement norvégien en exil s'installe à Londres.
- 4 mai : Déraillement du train Aurillac-Paris dans le Cher, 33 morts
- 6 mai :
  - John Steinbeck remporte le prix Pulitzer pour son roman Les Raisins de la colère
  - Annulation des Jeux olympiques de 1940 par le Comité international olympique.
  - Rose Philippine Duchesne béatifiée par Pie XII.

- 8 mai :
  - les Polonais de la Brigade autonome des chasseurs de Podhale débarquent sur l’île norvégienne de Hinnøya et se préparent à attaquer Narvik.
  - Rafael Ángel Calderón Guardia accède à la présidence du Costa Rica.

- 9 mai : la conscription au Royaume-Uni est prolongée jusqu'à l'âge de 36 ans.

- 10 mai :
  - Sans déclaration de guerre, l'Allemagne déclenche son offensive contre les Pays-Bas, la Belgique, le Luxembourg et la France. Dès le premier jour de combat, les armées belge et néerlandaise sont surclassées.
  - En Belgique : arrestation, internement et déportation des « suspects étrangers », soit 7500 Allemands et Autrichiens pour la plupart des réfugiés Juifs. Ils sont déportés vers les camps du midi de la France.« arrestations du 10 mai 1940 »(Archive.org • Wikiwix • Archive.is • Google • Que faire ?)
  - Winston Churchill devient Premier ministre, succédant à Arthur Neville Chamberlain, démissionnaire. Il promet aux Britanniques, dans un discours « du sang, du labeur, des larmes et de la sueur » (« I have nothing to offer but blood, toil, tears and sweat. »), resté célèbre.
  - Mobilisation générale en Suisse.
  - Invasion de l'Islande par le Royaume-Uni.

- 11 mai :
  - Le Luxembourg est occupé.
  - La chute du fort d'Ében-Émael, près de Liège en Belgique, est symbolique : la population se rue vers les derniers trains pour Lille et Paris.
  - Le colonel de Gaulle reçoit le commandement de la 4e division cuirassée qui est en cours de formation.

- 11 au 13 mai : bataille de Grebbeberg entre forces néerlandaises et allemandes.

- 12 mai :
  - Les Allemands atteignent la Meuse.
  - Annonce de l'arrêt de la carrière de Shirley Temple, premier enfant star de l'histoire du cinéma.

- 13 mai :
  - Le gouvernement néerlandais en exil s'installe à Londres.
  - Débarquement franco-britannique à Narvik (13 mai-7 juin). La Légion étrangère prend pied sur les hauteurs de Bjerkvik.
  - Percée de Sedan des troupes blindées allemandes du général Guderian.
  - Bataille de Monthermé entre forces françaises et allemandes.
  - Effondrement du front belge.
  - Premier vol libre d'un hélicoptère, le Sikorsky VS-300.

- 14 mai :
  - Le front français est enfoncé à Sedan ;
  - La création des volontaires locaux de la défense (la Home Guard) est annoncée par Anthony Eden.
  - Bombardement de Rotterdam

- 15 mai :
  - Capitulation de l'armée néerlandaise ;
  - Annexion d'Eupen par l'Allemagne ;
  - Les Britanniques refusent de faire monter au front leurs meilleurs avions de chasse, les Spitfire. Pour les Britanniques, la France est déjà perdue, et on se prépare déjà à la prochaine étape de la guerre, la bataille d'Angleterre.
  - Première mise en vente des bas de nylon, marque déposée par « Dupont de Nemours ». 72 000 paires sont vendus en huit heures à New York.
  - Début de la bataille de Stonne.

- 16 mai : Le Quai d'Orsay commence à brûler des archives.

- 17 mai : les Allemands prennent Charleroi et Bruxelles.

- 18 mai :
  - Le général Władysław Sikorski met la première Division de grenadiers polonais à la disposition de l'armée française.
  - Le maréchal Philippe Pétain devient vice-président du Conseil.
  - Les Allemands atteignent l'Oise et la Somme.
  - Tremblement de terre de El Centro, en Californie, à proximité de la frontière mexicaine.

- 19 mai : le général Maxime Weygand nommé commandant en chef des armées françaises, en remplacement du général Maurice Gamelin qui est limogé.

- 20 mai : les chars de Rommel atteignent La Manche à Abbeville, encerclant l'armée du Nord (Français, Anglais et Belges).

- 21 mai : les villes d'Arras et d'Amiens sont prises. Les Allemands atteignent la Manche ; l'armée française est coupée en deux.

- 22 mai : après 5 jours de siège, les forts de Battice et Aubin-Neufchâteau composantes de la position Fortifiée de Liège tombent.

- 23 mai : chute de Boulogne-sur-Mer.

- 24 mai : 
  - La décision est prise de rapatrier le corps expéditionnaire franc-britannique engagé en Norvège.
  - Hitler ordonne aux chars allemands, parvenus à 17km de Dunkerque de stopper leur progression.
  - Le colonel de Gaulle est nommé général à titre temporaire

- 24 mai au 27 mai : résistance de la 1re Division d'Infanterie Motorisée et des bataillons des Royal Welch Fusiliers et Royal Scots Fusiliers sur les canaux au Sud-Ouest de Lille face à la division de Rommel, 7e Panzerdivision.

- 23 mai au 28 mai : résistance de l'armée belge contre l'armée allemande durant la bataille de la Lys.

- 25 mai :
  - Fin de la bataille de Stonne.

- 26 mai :
  - Début de l'opération Dynamo: l'évacuation alliée de Dunkerque ne prévoit pas le sauvetage des troupes belges.
  - Chute de Calais (voir siège de Calais).

- 27 mai :
  - Massacre du Paradis dans le Pas-de-Calais
  - Inauguration du sanctuaire Tōgō-jinja

- 28 mai :
  - capitulation des troupes belges commandées par le roi des Belges, Léopold III. Les troupes de l'est du pays non encore aux mains de l'ennemi et les troupes d'Afrique non au contact de l'armée allemande ne sont pas concernées.
  - Le gouvernement britannique décide d’accélérer la mise en place de la défense de Londres.
  - Des troupes norvégiennes et polonaises repoussent les Allemands jusqu'à la frontière suédoise.
  - Le corps expéditionnaire franco-anglais parti d'Angleterre le 9 avril, débarque autour de Narvik.
  - Début de la bataille d'Abbeville afin de dégager Dunkerque.

- 29 mai :
  - Les Alliés reprennent Narvik aux Allemands et détruisent les installations portuaires.
  - Le fort de Tancrémont, à l'est de la Belgique, est forcé de déposer les armes le lendemain de la reddition de l'armée belge sur la Lys.
  - Premier vol du chasseur embarqué américain Chance Vought F4U Corsair.

- 31 mai : le Corps expéditionnaire en Norvège reçoit l’ordre d’évacuer, cet ordre sera effectif le 10 juin.

## Naissances
- 1er mai :
  - Fuat Necati Öncel, homme politique turc.
  - Elsa Peretti, joaillière italienne († 19 mars 2021).
- 2 mai :
  - Jo Ann Pflug, actrice.
  - Manuel Esquivel, homme politique bélizienn († 10 février 2022).
  - Robert S. Kaplan, Professeur d'université américain.
  - Paul Lederman, producteur de spectacles français († 21 juillet 2024).
- 3 mai : David H. Koch, entrepreneur et ingénieur chimiste américain († 23 août 2019).
- 4 mai : Teddy Palmer, chanteur allemand († 14 janvier 2014).
- 8 mai :
  - James Blyth, homme d'affaires britannique.
  - Irwin Cotler, homme politique fédéral provenant du Québec.
  - Rick Nelson, acteur et chanteur-compositeur américain († 31 décembre 1985).
- 10 mai : Peter Michael Liba (en), lieutenant-gouverneur du Manitoba.
- 12 mai : Louis Pelâtre, évêque catholique français, vicaire apostolique d'Istanbul (Turquie).
- 13 mai : Bruce Chatwin, écrivain anglais († 18 janvier 1989).
- 15 mai : Jean-Pierre Bansard, chef d'entreprise et homme politique français († 16 août 2024).
- 17 mai : Alan Kay, chercheur en informatique.
- 19 mai : Carlos Diegues, cinéaste brésilien († 14 février 2025).
- 20 mai :
  - Claude Dagens, évêque catholique français, évêque d'Angoulême.
  - Otto Jelinek, patineur artistique et homme politique.
- 22 mai : Peter Pongratz, peintre autrichien.
- 23 mai : Gérard Larrousse, coureur automobile français.
- 24 mai : Joseph Brodsky, poète russe († 28 janvier 1996).
- 31 mai :
  - Frans Brands, coureur cycliste belge († 9 février 2008).
  - Alain Duhamel, journaliste français.
  - Gilbert Louis, évêque catholique français, évêque de Châlons-en-Champagne.

## Décès
- 2 mai :
  - James Bowman, homme politique ontarien.
  - Ernest Joyce, explorateur britannique.
- 10 mai : « Fortuna » (Diego Mazquiarán Torróntegui), matador espagnol (° 20 février 1895).
- 12 mai : Michel D'Hooghe, coureur cycliste belge (° 19 mai 1912).
- 14 mai : Emma Goldman, militante anarchiste d'origine lituanienne.
- 22 mai :
  - Julien Vervaecke, coureur cycliste belge (° 3 novembre 1899).
  - Joseph-Guillaume-Laurent Forbes, archevêque d'Ottawa.
- 24 mai : Auguste Marin, poète belge (° 10 août 1911).